# 268057 Michaelkaschke
268057 Michaelkaschke è un asteroide della fascia principale. Scoperto nel 2004, presenta un'orbita caratterizzata da un semiasse maggiore pari a 2,8070658 au e da un'eccentricità di 0,0821584, inclinata di 3,26503° rispetto all'eclittica.